# جيلبرتو بارلوتي
جيلبرتو بارلوتي (بالإيطالية: Gilberto Parlotti)‏ كان متسابق دراجات نارية إيطالي. نافس في سباقات بطولة العالم لفئة 125 سي سي ولفئة 50 سي سي. كما شارك في كأس جزيرة مان السياحية. توفي إثر حادث تعرض له أثناء السباق.